# Thoracolophotos javanicus
Thoracolophotos javanicus là một loài bướm đêm trong họ Erebidae.